# Operação Northwoods

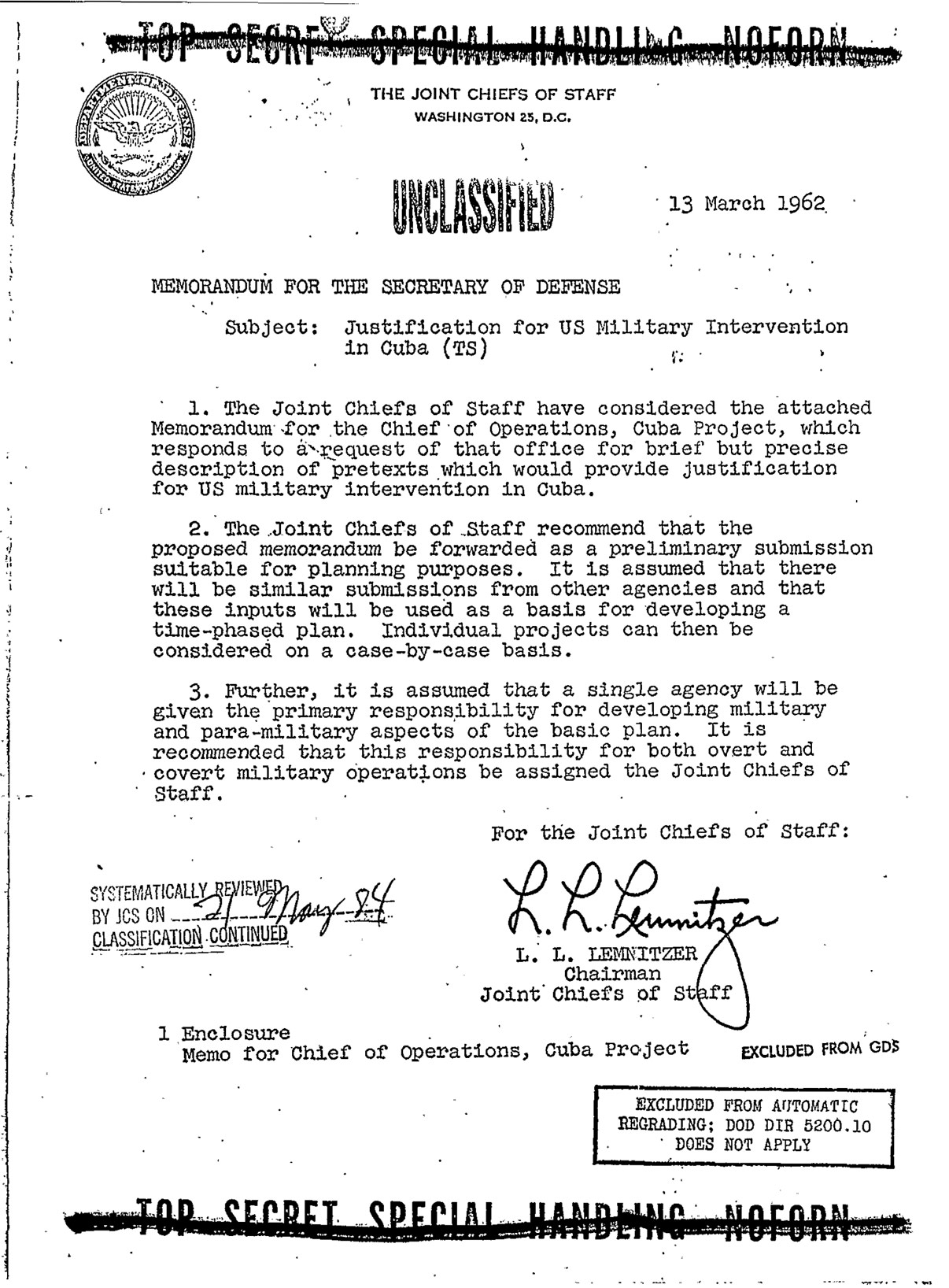
Memorandum do "Operation Northwoods" (13 de Março, 1962)

A Operação Northwoods, ou Northwoods, foi uma proposta de operação de bandeira falsa originada no Departamento de Defesa do governo dos Estados Unidos em 1962. Visava assassinar pessoas inocentes e praticar atos de terrorismo em cidades americanas com o objetivo de enganar a opinião pública americana, conduzindo-a a apoiar uma guerra contra Cuba. Sob o codinome de operação Northwoods, esses planos incluiam o possível assassinato de refugiados cubanos, o afundamento de barcos de refugiados cubanos em alto mar, o sequestro de aviões comerciais, a explosão de um navio americano e até a orquestração de terrorismo violento em cidades norte-americanas. O plano nunca foi executado, pois foi rejeitado pelo Presidente Kennedy.

## Revelação da Operação
Esses planos foram detalhados no livro Body of Secrets (Doubleday), escrito pelo repórter investigativo James Bamford sobre a história da maior agência de espionagem americana, a National Security Agency. Entretanto, o autor nota que esses planos não estavam diretamente subordinados àquela agência. Foram elaborados com a aprovação unânime do estado maior das forças armadas norte-americanas, e apresentados ao secretário de defesa Robert McNamara, em março de 1962. Os planos acabaram sendo rejeitados pela administração do presidente John F. Kennedy e ficaram desconhecidos do público por quase 40 anos

## Táticas
A operação Northwoods previa a encenação de uma série de falsos ataques terroristas, alguns dos quais sobre solo americano e envolvendo a morte de civis, que seriam então atribuídos a Fidel Castro. A ideia era conseguir apoio popular para uma invasão a Cuba. Um dos cenários propostos envolveria a simulação do sequestro e explosão de um avião comercial norte-americano:
"Uma aeronave seria pintada e numerada na base aérea  americana de Englin, como uma duplicata exata de uma aeronave civil (…) Em uma hora designada, a duplicata seria substituída pela aeronave civil de verdade e seria carregada com passageiros seletos, todos abrigados sob pseudônimos cuidadosamente preparados. A aeronave registrada de verdade seria convertida em um drone [teleguiado]. (…) A aeronave carregando os passageiros seria baixada a uma altitude mínima e iria diretamente a um campo auxiliar na base aérea de Eglin onde preparativos teriam sido feitos para evacuar os passageiros e retornar a aeronave a seu status original. A aeronave teleguiada enquanto isso continuará a voar com o plano de voo original. Quando estiver sobre Cuba o avião teleguiado começará a transmitir a frequência internacional de perigo MAYDAY afirmando estar sob ataque de aeronaves MIGs cubanas. A transmissão será interrompida pela destruição da aeronave que será detonada por um sinal de rádio".
O alto comando militar norte-americano fez planos para desenvolver uma campanha de terror em Miami, em outras regiões da Flórida e até mesmo em Washington, a qual seria atribuída, pela imprensa norte-americana, a "comunistas cubanos". "Essa campanha de terror seria dirigida contra refugiados cubanos asilados nos EUA. Nós afundaríamoss um barco carregado de refugiados cubanos a caminho da Flórida (real ou simulado). Poderíamos promover atentados às vidas de cubanos que vivem nos Estados Unidos, até mesmo a ponto de ferí-los, em ocasiões que serão amplamente divulgadas.  Explodir algumas bombas plásticas em locais estratégicos, prender alguns agentes cubanos e divulgar documentos, previamente preparados, para comprovar a participação de Cuba seria útil para divulgar a imagem de um governo cubano irresponsável"

## Reação do Governo Cubano
A  revelação do programa veio confirmar afirmações anteriores de Raúl Castro que em janeiro de 2014, havia afirmado haver tentativas contra a introdução do "capitalismo neocolonial" em Cuba.
As atividades em Cuba se assemelham as atividades reveladas em 2013 pelo jornal Der Spiegel, com base em documentos revelados por Edward Snowden, referentes  as Campanhas EFFECTS (Operações confidenciais), do GCHQ britânico.[carece de fontes?]